# Hubert Groß (Geistlicher)
Hubert Groß (* 31. Januar 1908 in Marienburg; † 19. Januar 1947 in Kaliningrad) war ein deutscher römisch-katholischer Geistlicher und Märtyrer.

## Leben
Hubert Groß studierte Theologie am Lyceum Hosianum in Braunsberg und wurde am 25. Juli 1932 in Frauenburg zum Priester geweiht. Nach kurzem Wirken in Reimerswalde (Kreis Heilsberg) wurde er 1935 nach Frauenburg versetzt, wo er als Jugendseelsorger in das Visier der Gestapo geriet. Als er 1937 gegen das Verbot der Regierung den Fastenhirtenbrief von Bischof Maximilian Kaller verlas und sich in einer Predigt staatskritisch äußerte, wurde er vom Sondergericht Königsberg am 28. Juli 1937 zu acht Monaten Gefängnis verurteilt. Während seiner Haft von Juli 1937 bis April 1938 lernte er das Neue Testament auswendig.
1941 wurde er Kurat von Ludwigsort (zwischen Heiligenbeil und Königsberg). Als der Ort im Februar 1945 evakuiert wurde, ging er nach Pillau, verzichtete jedoch auf die Flucht nach Dänemark, um die verbliebenen Katholiken des Samlands zu betreuen. Er ging durch sechs Lager und wurde im Mai nach Königsberg entlassen, wo er die Pfarrei Amalienau übernahm und eine Typhuserkrankung überstand. Am 19. Januar 1947 wurde er vor dem Elisabeth-Krankenhaus von einer russischen Militärstreife erschossen. Er war 38 Jahre alt.

## Gedenken
Die Römisch-katholische Kirche in Deutschland hat Hubert Groß als Märtyrer aus der Zeit des Nationalsozialismus in das deutsche Martyrologium des 20. Jahrhunderts aufgenommen.